# Tomaž Franc Sedej
Tomaž Franc Sedej, slovenski zdravnik, * 20. december 1752, Ljubljana, † (?).  
Rodil se je očetu Valentinu in materi Tereziji. V Ljubljani je leta 1773 končal licej ter v letih 1775-1780 na Dunaju študiral medicino. Od 14. oktobra 1783 je bil na Dunaju profesor fiziologije. Nazadnje je služboval v Lvovu. Čas in kraj njegove smrti nista znani.